# 南京教案
南京教案是指明神宗万历四十四年（1616年），礼部侍郎署南京礼部尚书沈㴶三次参奏在华天主教传教士与白莲教有染，图谋不轨。徐光启上書辩护不果，其稱：「然臣累年以來，因與講究考求，知此諸臣最真最確，不止蹤跡心事一無可疑，實皆聖賢之徒也。」，七月王丰肃、谢务禄（后改名曾德昭）等外国传教士在南京被逮捕，后被押解澳门。十二月庞迪我、熊三拔等人从北京被押解澳门。